# Giulio Cesare
Giulio Cesare – włoski pancernik z okresu I i II wojny światowej, po zakończeniu wojny w ramach reparacji wojennych przekazany ZSRR jako „Noworossijsk”, zatonął w Sewastopolu w 1955 roku.

## Budowa okrętu i służba przed modernizacją
„Giulio Cesare” został zbudowany jako drugi z trzech drednotów typu Conte di Cavour. Stępkę pod budowę okrętu położono 24 czerwca 1910 roku w stoczni Cantieri Ansaldo w Sestri Ponente koło Genui, wodowanie odbyło się 15 października 1911 roku, zaś w pełni wyposażony okręt został wcielony do Regia Marina 14 maja 1914 roku. Nazwa okrętu upamiętniała Gajusza Juliusza Cezara i powszechnie była skracana do formy „Cesare”. Projektantem pancerników typu Conte di Cavour był kontradmirał inżynier Edoardo Masdea.
Włoskie pancerniki nie odegrały znaczącej roli w zmaganiach I wojny światowej, do której Włochy przystąpiły 24 maja 1915 roku po stronie Ententy. Stacjonując w Tarencie „Giulio Cesare” wziął udział w dwóch bojowych wyjściach w morze o łącznej długości 31 godzin, poza tym spędził 387 godzin na ćwiczeniach.
W sierpniu 1923 roku, po zamordowaniu w pobliżu greckiej miejscowości Janina włoskiego generała Enrica Telliniego i jego trzech współpracowników wchodzących w skład komisji Rady Ambasadorów dla wytyczenia przebiegu granicy grecko-albańskiej, rząd Benito Mussoliniego wystosował ultimatum, żądając od Grecji wypłaty odszkodowania i natychmiastowego wdrożenia śledztwa przy udziale włoskich obserwatorów. Ponieważ odpowiedź rządu greckiego nie była zadowalająca, eskadra włoskich okrętów, w skład której wchodził również „Giulio Cesare”, w ramach interwencji zbombardowała i okupowała przez miesiąc wyspę Korfu, wycofując się dopiero po interwencji Ligi Narodów i rządu Wielkiej Brytanii.
W 1926 roku „Giulio Cesare” został zdemobilizowany, a w dwa lata później reaktywowany jako artyleryjski okręt szkolny. Jednocześnie generał Francesco Rotundi z Comitato Progetto Navi przygotowywał plany generalnej modernizacji starych pancerników Regia Marina: dwóch typu Conte di Cavour i dwóch typu Caio Duilio.

## Modernizacja okrętu i jego służba do wybuchu II wojny światowej
Przebudowa „Giulio Cesare” rozpoczęła się 25 października 1933 roku w stoczni Cantieri Navali del Tirreno Riuniti w Genui i trwała do 1 czerwca 1937 roku (równocześnie w stoczni Cantieri Riuniti dell’Adriatico w Trieście przeprowadzane były identyczne prace na „Conte di Cavour”). Jej celem było przystosowanie pancernika do zmienionych wymogów wojny morskiej. W trakcie modernizacji zdjęto ze śródokręcia wieżę artylerii głównej, całkowicie wymieniono siłownię, w miejsce czterech wałów napędowych zainstalowano dwa z trójłopatowymi śrubami, zmieniono kształt dziobnicy wydłużając kadłub o 10,3 m oraz zastosowano nowy system ochrony części podwodnej opracowany przez gen. Umberta Pugliesego. Pozostałe dziesięć armat artylerii głównej otrzymało lufy o kalibrze 320 mm o większym kącie podniesienia, dzięki czemu uzyskano poprawę donośności i zwiększenie ciężaru pocisku. Zlikwidowano dotychczasową artylerię średniego kalibru umieszczoną w kazamatach, zastępując ją 12 armatami kal. 120 mm w sześciu dwudziałowych wieżach na śródokręciu. Zainstalowano również nowoczesną artylerię przeciwlotniczą.
W efekcie modernizacji Regia Marina otrzymała szybszy okręt z uzbrojeniem o lepszych parametrach. Nie dorównywał co prawda najnowszym konstrukcjom tego okresu, ale pomimo słabszego opancerzenia z powodzeniem mógł rywalizować ze starszymi pancernikami francuskimi i brytyjskimi.
Po ponownym wejściu do służby oba pancerniki typu Conte di Cavour stały się najsilniejszymi okrętami włoskiej marynarki wojennej: dwie jednostki typu Caio Duilio były wówczas dopiero przebudowywane w podobny sposób, zaś nowoczesne typu Littorio wciąż pozostawały w budowie. W maju 1938 roku odbyła się na wodach Zatoki Neapolitańskiej parada floty z okazji wizyty Adolfa Hitlera. Była ona okazją do publicznej prezentacji zmodernizowanych okrętów. W czerwcu 1938 roku „Giulio Cesare” przebywał z oficjalną wizytą na Malcie.

## II wojna światowa
Po przystąpieniu Włoch do działań II wojny światowej 10 czerwca 1940 roku „Giulio Cesare”, jako okręt flagowy admirała Inigo Campioniego uczestniczył w pierwszej większej akcji Regia Marina przeciwko okrętom Royal Navy, którą była bitwa koło przylądka Stilo 9 lipca 1940 roku. W jej trakcie okręt otrzymał jedno trafienie w tylny komin pociskiem kalibru 381 mm wystrzelonym z pancernika HMS „Warspite”. Odłamki pocisku wywołały pożar na pokładzie „Giulio Cesare”, a dym został wciągnięty przez nawiew do dwóch kotłowni, co spowodowało konieczność ich ewakuacji i spadek prędkości do około 18 węzłów. Na okręcie zginęło dwóch marynarzy. W efekcie adm. Campioni podjął decyzję o oderwaniu się od przeciwnika. Po bitwie Włosi twierdzili, że jeden z ich pocisków trafił w HMS „Warspite”, o czym miał świadczyć błękitny dym zaobserwowany niezależnie od siebie przez niektórych włoskich obserwatorów, ale źródła brytyjskie nie potwierdziły tej tezy. Pomimo to niektórzy autorzy twierdzą, że zdarzenie miało miejsce, lecz zostało utajnione przez Admiralicję. Po bitwie „Giulio Cesare” powrócił do Tarentu dla dokonania niezbędnych napraw i był gotów do akcji w ciągu następnego miesiąca.
Kolejny raz pancernik wyszedł w morze 31 sierpnia 1940 roku jako część silnego zespołu włoskiego celem przechwycenia dwóch ugrupowań floty brytyjskiej (operacja „Hats”). Bezskuteczne działania włoskie trwały do 5 września. We wrześniu i październiku 1940 roku „Giulio Cesare” jeszcze dwa razy operował w składzie większych sił Regia Marina przeciwko okrętom Royal Navy, ale flocie włoskiej nie udało się nawiązać walki z przeciwnikiem. W nocy z 11 na 12 listopada 1940 roku pancernik bazował w Tarencie podczas brytyjskiego nalotu na port, ale nie odniósł żadnych uszkodzeń. Już następnego dnia, razem z „Vittorio Veneto” został dla uniknięcia kolejnych nalotów przebazowany do Neapolu, a następnie bezpieczniejszego La Spezia. Następną akcją Regia Marina, w której wziął udział „Giulio Cesare”, była bitwa koło przylądka Spartivento na wodach okalających Sardynię (znana również jako bitwa koło przylądka Teulada) 27 listopada 1940 roku. W jej trakcie włoski zespół próbował przechwycić konwój na Maltę osłaniany przez brytyjskie okręty liniowe (operacja Collar). W starciu tym „Giulio Cesare” nie miał okazji użyć swojej artylerii, gdyż kunktatorska taktyka włoskiego dowództwa spowodowała wycofanie się Włochów do baz.
Na początku stycznia 1941 roku Royal Navy przeprowadziła wielokierunkową operację konwojową z zaopatrzeniem dla Malty, Grecji i Egiptu (operacja „Excess”). W ramach jej osłony lotnictwo zaatakowało przebywające w porcie w Neapolu okręty włoskie. „Giulio Cesare” odniósł niewielkie uszkodzenia spowodowane przez trzy bomby, które wybuchły w pobliżu okrętu. Naprawa uszkodzeń nie trwała długo, ponieważ już w miesiąc później pancerniki „Vittorio Veneto”, „Andrea Doria” i „Giulio Cesare” w eskorcie trzech krążowników i niszczycieli bezskutecznie usiłowały przechwycić w Cieśninie Bonifacio brytyjskie okręty powracające do Gibraltaru po zbombardowaniu Genui 9 lutego. Następnie „Giulio Cesare” był używany do dalekiej osłony konwojów z zaopatrzeniem dla wojsk włoskich walczących w Afryce Północnej. Podczas jednej z takich operacji 17 grudnia 1941 roku starł się z okrętami brytyjskimi w potyczce zwanej I bitwą w Zatoce Syrta. Po trwającej około dziesięciu minut wymianie ognia zespół włoski pod komendą admirała Angelo Iachino przerwał walkę, koncentrując się na osłonie własnych transportowców.
Ostatnią operacją bojową, w której uczestniczył „Giulio Cesare”, była daleka eskorta konwojów do Afryki Północnej w ramach operacji o kryptonimie M43 w dniach od 3 do 6 stycznia 1942 roku. Później, w związku z pogarszającymi się charakterystykami starego okrętu (np. prędkość maksymalna w tym okresie nie przekraczała już 24 węzłów) i kryzysem paliwowym, który dotknął flotę włoską, został on odstawiony do rezerwy w porcie w Tarencie. Od stycznia 1943 roku bazował w Poli jako hulk szkolny i mieszkalny. Po ogłoszeniu zawieszenia broni z Aliantami załoga dowodzona przez kmdr. por. Carminatiego, aby uniknąć przejęcia okrętu przez Niemców i niewoli, wypłynęła z Poli i pomimo ataków niemieckiego lotnictwa i lekkich sił nawodnych 12 września 1943 roku dotarła na Maltę. 28 czerwca 1944 roku pancernik ponownie zawinął do Tarentu, zajętego przez Aliantów we wrześniu 1943 w toku operacji „Avalanche”. 
W czasie działań wojennych w latach 1940-1943 „Giulio Cesare” uczestniczył ogółem w 38 akcjach bojowych, przepływając w ciągu 912 godzin 16 947 mil morskich.

## „Noworossijsk”

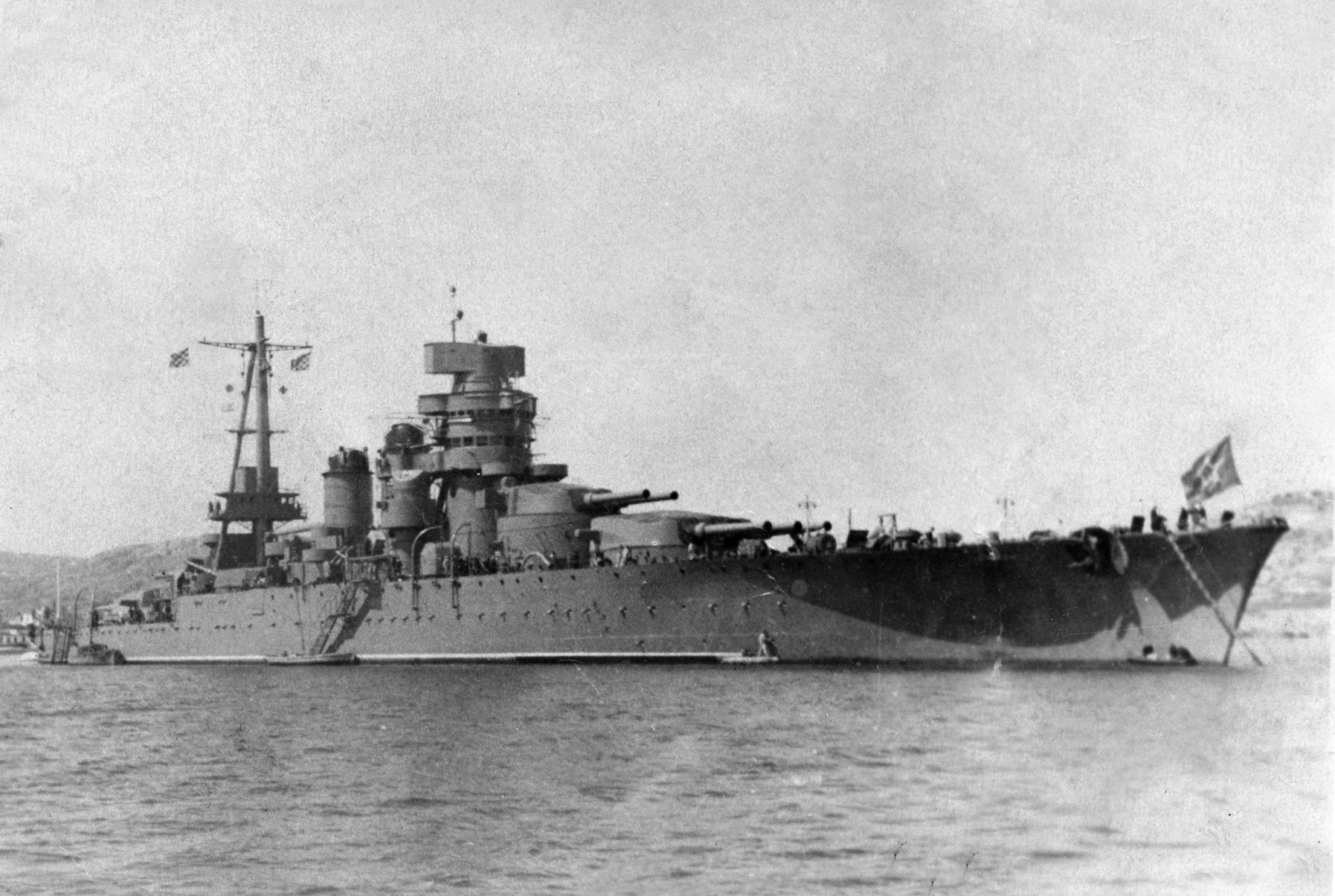
„Noworossijsk” w 1950 roku

Zgodnie z postanowieniami Aliantów, część okrętów Regia Marina miała zostać przejęta w ramach reparacji wojennych przez marynarki wojenne, Stanów Zjednoczonych, Wielkiej Brytanii, Francji i Związku Radzieckiego. Tak też przewidywał traktat pokojowy pomiędzy Włochami a państwami sprzymierzonymi, podpisany w Paryżu 10 lutego, a ratyfikowany przez włoski parlament 31 lipca 1947 roku. Równocześnie, najpierw w Paryżu, a następnie w Rzymie, rozpoczęła swoje obrady Komisja Morska, na której posiedzeniach zapadły ostateczne decyzje o podziale floty. Związek Radziecki otrzymał w udziale pancernik „Giulio Cesare”, jeden krążownik lekki, trzy niszczyciele (z przejęcia jednego zrezygnowano ze względu na jego zły stan techniczny), trzy torpedowce, dwa okręty podwodne, żaglowiec szkolny oraz mniejsze jednostki.
Przygotowany do przejęcia przez marynarzy radzieckich „Giulio Cesare” został przebazowany z Tarentu do portu w Auguście na Sycylii, gdzie na początku 1949 roku przybyła ekipa Floty Czarnomorskiej pod dowództwem komandora (kapitana I rangi) Jurija Zinowiewa. Od 19 stycznia 1949 roku, po nagłej śmierci Zinowiewa (zawał serca), dowodzenie objął kmdr. Borys Biełajew. Okręt, wciąż jeszcze jako „Giulio Cesare” z włoską banderą i pod dowództwem włoskiego oficera kmdr. Enrica Dodero, przepłynął do miejscowości Wlora w Albanii, gdzie 3 lutego weszła na niego radziecka załoga, a 6 lutego 1949 roku podniósł oficjalnie banderę radziecką i pod tymczasowym oznaczeniem „Z 11” został przyjęty w skład Marynarki Wojennej ZSRR.
Komandor Biełajew okazał się być dowódcą okrętu wyłącznie na jeden rejs. Po przybyciu do Sewastopola i oficjalnym nadaniu nazwy „Noworossijsk” (24 lutego 1949 roku) dowódcą okrętu został kmdr. Nikołaj Koszkariew, który dowodził wcześniej pancernikiem „Archangielsk” (dzierżawiony w latach 1944–1948 brytyjski HMS „Royal Sovereign”). Także trzon pierwszej stałej załogi stanowili oficerowie i marynarze tej jednostki, uzupełnieni częścią tymczasowej załogi z rejsu z Wlory. W początkach służby we Flocie Czarnomorskiej „Noworossijsk” przeszedł przegląd stanu konstrukcji, który wypadł zadowalająco, uwzględniwszy wiek i przebieg służby okrętu. Według oceny komisji pancernik mógł pozostawać w linii przez nie mniej niż 10 następnych lat. Równocześnie oczyszczono część podwodną okrętu, zainstalowano radary dozoru i nawigacyjny oraz wymieniono małokalibrowe uzbrojenie przeciwlotnicze na 14 radzieckich działek kal. 37 mm.
W lipcu 1949 roku „Noworossijsk” wszedł w skład 1. eskadry Floty Czarnomorskiej jako jej okręt flagowy. Do 1955 roku służba pancernika przeplatana była pracami remontowymi i modernizacjami. Ogółem w latach 1949-1955 „Noworossijsk” osiem razy przebywał w stoczni, ostatnie z dokowań zakończyło się 29 marca 1955 roku. W ich trakcie, oprócz kolejnych modernizacji uzbrojenia przeciwlotniczego, zainstalowano maszt przedni, wymieniono dalocelowniki i system kierowania ogniem oraz zainstalowano nowe turbiny, dzięki czemu prędkość maksymalna wzrosła do 27 węzłów. W planach była także niezrealizowana koncepcja wymiany luf artylerii głównej na kaliber 305 mm, typowy dla innych radzieckich pancerników. Od 29 października 1954 roku okrętem dowodził kmdr. Aleksandr P. Kuchta. W związku z jego wyjazdem na urlop 16 października 1955 roku dowodzenie okrętem przejął dotychczasowy zastępca Grigorij A. Churszudow. W tym czasie okręt wielokrotnie wychodził w morze w rejsach szkoleniowych, często z nadprogramową obsadą stanowisk, ponieważ na jego pokładzie szkolili się również marynarze z redukowanych wówczas jednostek brzegowych. Ostatni taki rejs miał miejsce 28 października 1955 roku. Wtedy „Noworossijsk” opuścił swoje stałe miejsce postoju w Północnej Zatoce Sewastopolskiej przy beczce cumowniczej nr 14 i odbył próby manewrowe i strzelania przygotowawcze z artylerii średniego kalibru. Wieczorem, wracając z morza, dowódca okrętu otrzymał rozkaz przycumowania do beczki nr 3, pomiędzy krążownikami „Mołotow” i „Michaił Kutuzow”. Głębokość w miejscu cumowania wynosiła 17 metrów, ponadto na dnie zalegała około trzydziestometrowa warstwa iłu.
Tuż po godzinie 1.30 w nocy z 28 na 29 października w dziobowej części pancernika nastąpił wybuch, który rozerwał ją od dna aż po pokład górny. Przez wyrwę w podwodnej części kadłuba zaczęła wlewać się woda, powodując pogłębiający się przechył na dziób. Ponieważ według oceny kierujących akcją ratowniczą pancernikowi nie zagrażało zatopienie w płytkiej wodzie basenu portowego, nikt nie wydał rozkazu o ewakuacji na ląd lub pobliskie okręty części załogi niezaangażowanej bezpośrednio w akcję. Gromadzili się oni na nadbudówce rufowej. Jednocześnie na „Noworossijsk” przybywały z pomocą ekipy ratownicze z innych jednostek Floty Czarnomorskiej. Jednak pomimo prowadzonej akcji ratunkowej, uszkodzony okręt zaczął przechylać się na lewą burtę, co zagrażało jego przewróceniem. W związku z tym znajdujący się na okręcie dowódca Floty Czarnomorskiej Wiktor A. Parchomienko, który przejął dowodzenie (pełniący obowiązki dowódcy G.A. Churszudow zszedł wieczorem na przepustkę na ląd i powrócił na jednostkę dopiero w dwie godziny po wybuchu) zdecydował o opuszczeniu pokładu przez marynarzy niebiorących udziału w ratowaniu pancernika. O godzinie 4.15 „Noworissijsk” przewrócił się na lewą burtę i obrócił do góry stępką. Ponieważ maszty oparły się o twarde dno, rufa okrętu wystawała ponad lustro wody i ostatecznie zatonęła około godziny 22.00.
W kadłubie pozostało wielu marynarzy, zaskoczonych przewróceniem się okrętu. Pomimo podjętej natychmiast próby ratowania ich, tylko siedmiu osobom udało się wydostać z kadłuba przed całkowitym zatonięciem pancernika. Później nurkowie dotarli jeszcze do dwóch żywych marynarzy, którzy zostali uratowani jako ostatni, nad ranem 31 października. Ogółem według oficjalnych danych, w katastrofie okrętu zginęło 604 marynarzy i oficerów (według innych danych 609 lub 611), w tym 544 członków załogi pancernika. Pozostali pochodzili z innych okrętów biorących udział w akcji ratowniczej oraz sztabu floty.
W 1957 roku „Noworossijsk” został podniesiony z dna i złomowany.

## Dochodzenie w sprawie przyczyn katastrofy
Już w dniu zatonięcia pancernika została powołana w Moskwie specjalna komisja, której zadaniem było ustalenie przyczyn katastrofy i znalezienie winnych. Na jej czele stanął zastępca przewodniczącego Rady Ministrów ZSRR Wiaczesław Małyszew. Pierwszą z badanych możliwych przyczyn wybuchu była eksplozja amunicji w komorach amunicyjnych pancernika (analogicznie do tragedii okrętu „Impieratrica Marija” w 1916 roku), ale przesłuchiwany dowódca artylerii okrętu oraz oględziny wraku przez nurków, którzy stwierdzili, że wybuch nastąpił na zewnątrz kadłuba, stanowczo temu zaprzeczyli. Rozpatrywano również wersję akcji dywersyjnej, ale komisja nie znalazła dowodów na jej potwierdzenie.
Ostateczny raport z dnia 17 listopada 1955 roku stwierdzał, że najbardziej prawdopodobną przyczyną katastrofy była eksplozja pod dnem pancernika niewytrałowanej niemieckiej miny dennej z czasów II wojny światowej. Jednocześnie za winnych zaniedbań, które doprowadziły do wysokich ofiar w ludziach uznano dowódcę Floty Czarnomorskiej W.A. Parchomienkę i dowódcę 1. eskadry N.I. Nikolskiego. Dowódca okrętu, A.P. Kuchta, został dyscyplinarnie zwolniony ze służby. Zatonięcie pancernika posłużyło również za pretekst do pozbawienia funkcji Admirała Floty ZSRR Nikołaja G. Kuzniecowa, który w lutym 1956 roku został zdegradowany do stopnia wiceadmirała i przeniesiony do rezerwy.
Ponieważ dochodzenie pozostawiło bez odpowiedzi niektóre kwestie, sprawa zatonięcia pancernika „Noworossijsk” jest wciąż pożywką dla różnych teorii spiskowych. Pojawiają się np. twierdzenia, że za tą katastrofą stali brytyjscy lub włoscy płetwonurkowie-dywersanci, a ich celem miało być wywołanie wybuchu atomowego w porcie w Sewastopolu (w komorach amunicyjnych okrętu miały być przenoszone pociski artyleryjskie z ładunkami nuklearnymi) lub że była to prowokacja KGB.